# Phaulopsis lindaviana
Phaulopsis lindaviana är en akantusväxtart som beskrevs av Wildem.. Phaulopsis lindaviana ingår i släktet Phaulopsis och familjen akantusväxter. Inga underarter finns listade i Catalogue of Life.